# Ata (meme)

Imagem do meme

Ata é um meme da Internet que surgiu a partir de uma montagem da capa de um gibi de Turma da Mônica. O meme se popularizou a partir de dezembro de 2016.

## História
A imagem original está presente na capa de um Almanaque da Mônica, dos quadrinhos de Turma da Mônica, criado por Mauricio de Sousa. Trata-se da edição de número 102, publicado pela Editora Globo em maio de 2004. A capa original mostra a personagem Mônica usando um computador e, na tela, estão os principais personagens dos quadrinhos, como Chico Bento, Cebolinha e Cascão. Há contestações quanto ao surgimento do meme, com alguns alegando que surgiu no Twitter e outros no grupo de Facebook Turma da Mônica Shitposting. Segundo o livro Os 198 Maiores Memes Brasileiros que Você Respeita, de Kleyson Barbosa, o meme foi criado por um usuário do Twitter em dezembro de 2016. "Ata" é a maneira popular de se dizer "Ah, tá", expressão para concordar com algo, desconsiderar uma opinião ou encerrar uma conversa.
O meme inspirou diversos remixes e foi utilizado em artigos para presente, além de se tornar popular em conversas do WhatsApp. No dia 3 de janeiro de 2017, foi publicada no Facebook oficial de Turma da Mônica uma foto de Mônica Sousa, filha de Mauricio de Sousa que inspirou a personagem Mônica, imitando o meme "Ata". A postagem recebeu 30 mil curtidas rapidamente. Um conceito similar foi empregado em fantasias improvisadas de Carnaval.
"Ata" entrou em listas retrospectivas de memes de 2017 do G1, TodaTeen, Correio 24 Horas Quem e Tecmundo. O meme é citado no livro Os 198 Maiores Memes Brasileiros que Você Respeita, de Kleyson Barbosa. O sexto episódio da terceira temporada da série de animação da Turma da Mônica, no HBO Max, referencia o meme. Um tweet exibindo o trecho, publicado em 2022, atingiu um milhão de visualizações em apenas um dia.